# 리코우 브로닝

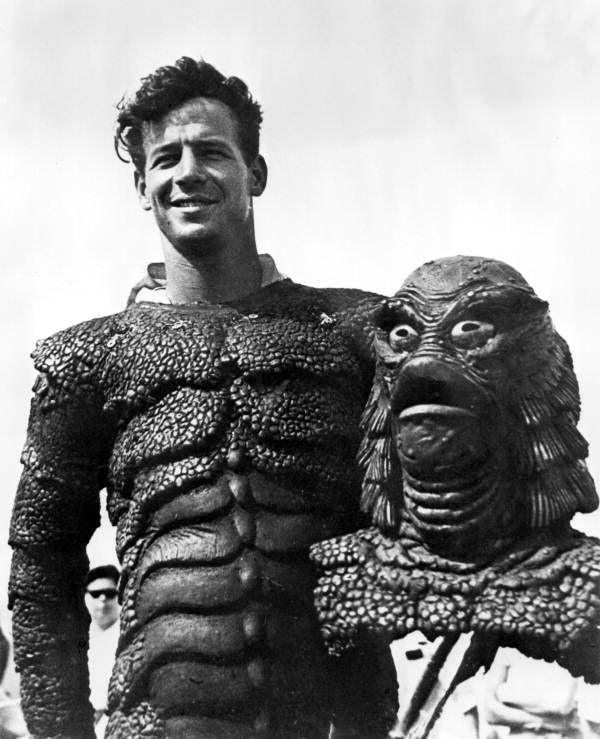
리코우 브로닝 (1953년)

리코우 브로닝(Ricou Browning, 1930년 2월 16일 ~ 2023년 2월 27일)은 미국의 각본가, 영화 감독, 영화 프로듀서, 텔레비전 배우, 영화배우, 스턴트 배우, 촬영 감독이다.
포트피어스에서 태어났다.

## 출연

### 영화
- 플리퍼 (1996년)
- 아일랜드 크로스 (1980년)
- 환상의 섬 (1967년)
- 플리퍼 (1963년)